# Biennale de Venise
La Biennale de Venise (en italien : Biennale di Venezia) est une fondation italienne qui organise différents événements : manifestation d'art contemporain, de théâtre, de danse, de musique, d'architecture et de cinéma dans Venise. Les lieux principaux sont les Giardini, l'Arsenal et le Lido (Mostra du cinéma) et attribue des récompenses : un Lion d'or, pour chaque manifestation.
Le terme de Biennale de Venise est couramment utilisé pour désigner l'Exposition internationale d'art contemporain de la Biennale de Venise (Esposizione internazionale d'arte di Venezia).
Elle est considérée comme une des plus prestigieuses manifestations artistiques en Europe et dans le monde. C'est aussi une des plus anciennes puisqu'elle fut créée en 1893 et se tint pour la première fois en 1895 en tant que « Exposition Internationale d'Art de la Cité de Venise ». Sa seconde édition, lui valant le nom de « Biennale » eut lieu deux ans plus tard.

## Histoire

### Création

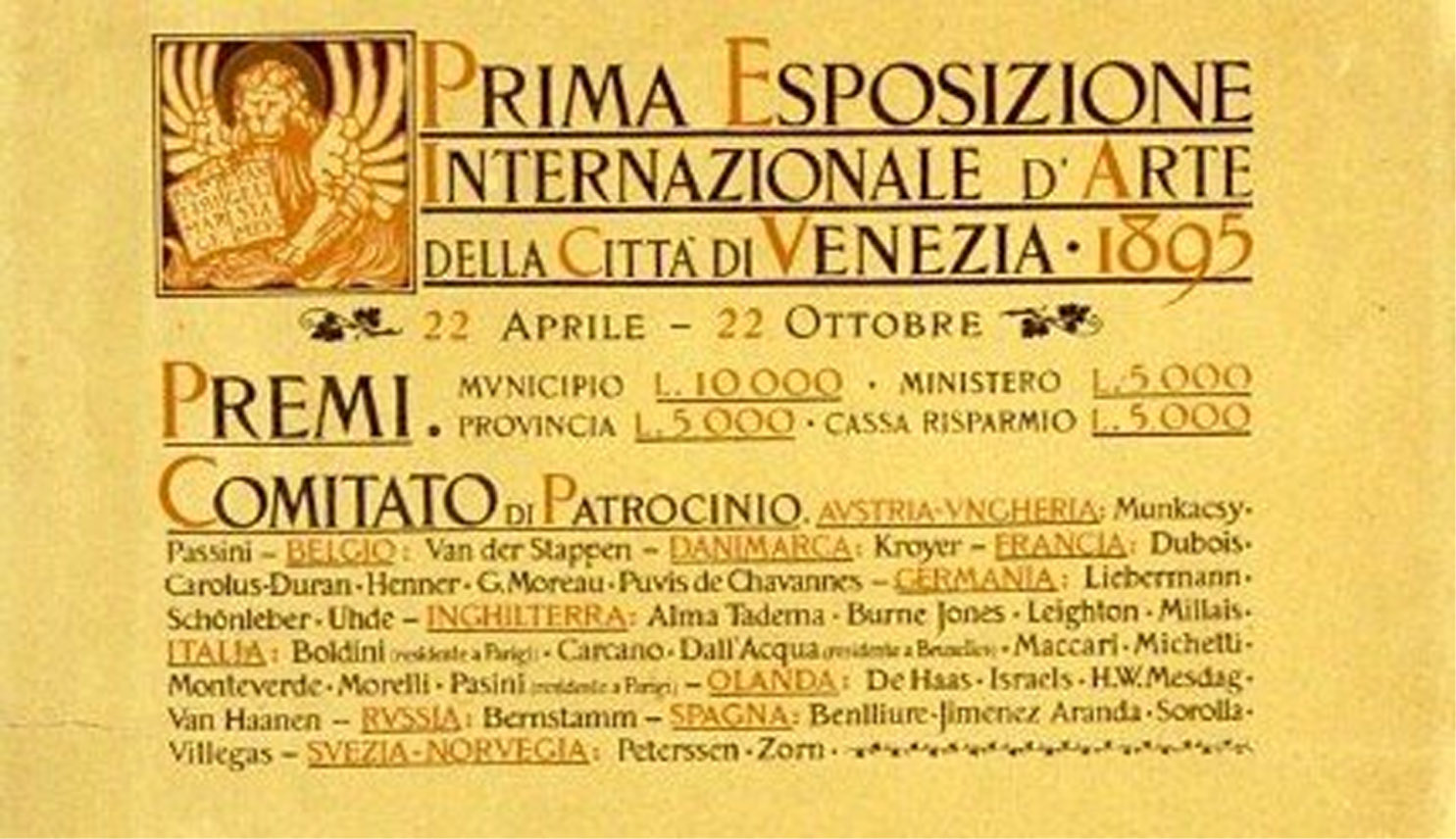
Affiche de la Prima esposizione internazionale d'arte di Venezia - 1895.

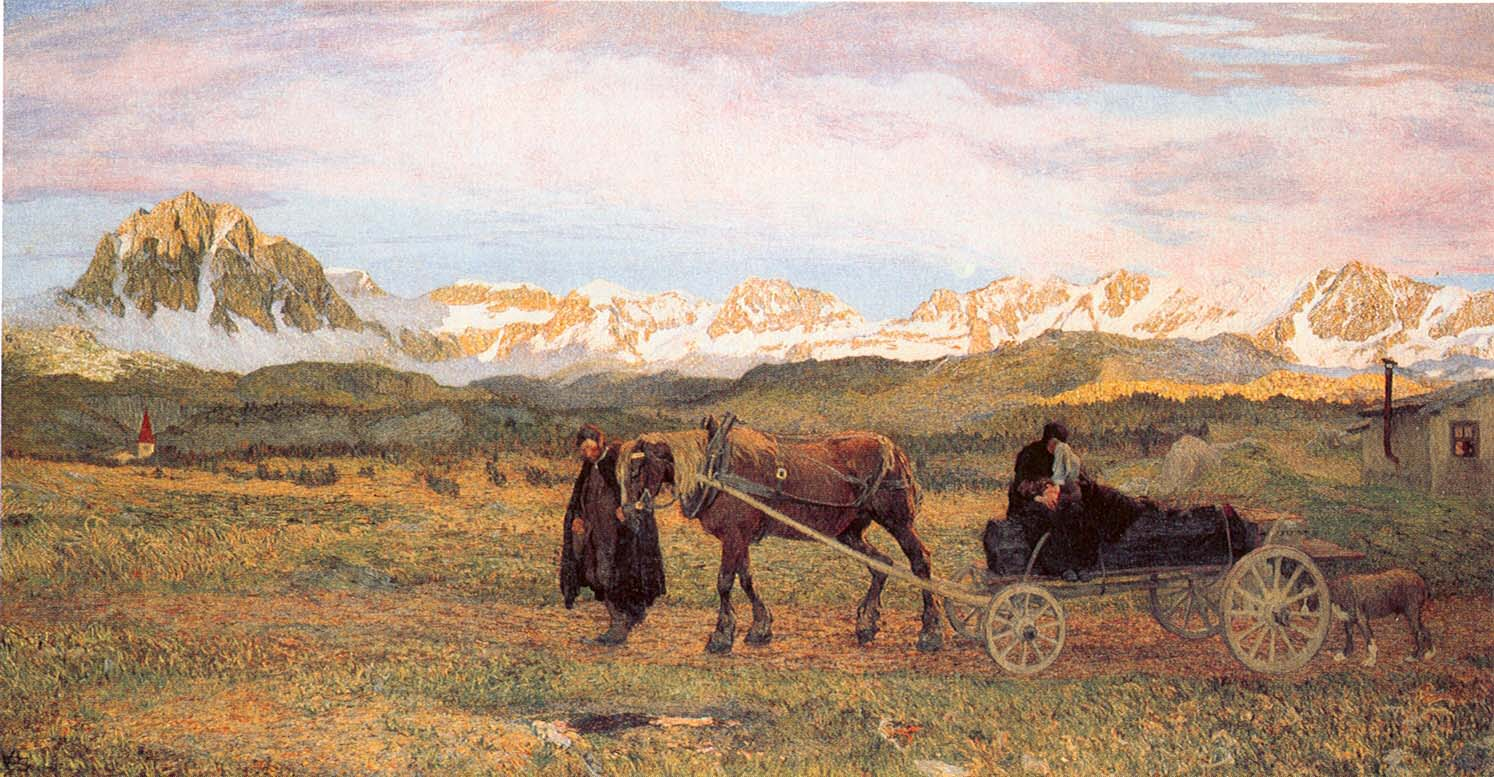
Retour au village natal, Giovanni Segantini, Grand Prix 1895.

Le 19 avril 1893, le conseil municipal de Venise décida, pour célébrer les vingt-cinq ans de mariage du roi Humbert Ier et de Marguerite de Savoie, d'organiser une exposition biennale d'art. Cependant, l'exposition ne se tint finalement que deux ans plus tard, principalement grâce à l'impulsion du poète et maire de la ville Riccardo Selvatico. Un pavillon (appelé aujourd'hui Pavillon central) fut construit dans les Giardini (it) créés au début du XIXe siècle sur ordre de Napoléon Bonaparte, à la pointe du sestiere de Castello. Il fut décidé d'inviter des artistes vénitiens, italiens et internationaux qui devaient exposer chacun au maximum deux œuvres inédites. Le comité de parrainage était composé d'artistes venus du monde entier, on y trouvait entre autres : pour le comité français, Carolus-Duran, Jean-Jacques Henner, Gustave Moreau et Pierre Puvis de Chavannes ; pour le comité anglais, Lawrence Alma-Tadema, Edward Burne-Jones, Edmund Blair Leighton et John Everett Millais ; pour le comité italien, Giovanni Boldini, Francesco Paolo Michetti et Alberto Pasini, ou bien encore l'artiste suédois Anders Zorn, le sculpteur belge Charles Van der Stappen...
Du 22 avril au 22 octobre 1895, la première Exposition internationale d'art de la Cité de Venise (Prima esposizione internazionale d'arte della città di Venezia) reçut 200 000 visiteurs. Quatre prix principaux étaient prévus, allant de 10 000 à 5 000 lires-or. Les deux premiers prix furent attribués à Giovanni Segantini et Francesco Paolo Michetti. Le « prix du public », nommé par référendum à la fin de l'exposition, fut attribué à Giacomo Grosso pour L'Ultimo Convegno, représentant un cadavre entouré de femmes nues, œuvre qui avait été jugée scandaleuse par le clergé vénitien, et qui par contrecoup, piqua la curiosité du public.

### Développement (1897-1948)
En 1897, une deuxième exposition se tint, à l'initiative du nouveau maire, Filippo Grimani. L'événement prit alors son nom de « Biennale ». L'affiche fut dessinée par Augusto Sezanne, qui devient ensuite le graphiste récurrent de l'affiche de la manifestation. D'autres artistes furent convoqués pour l'affiche, tels Ettore Tito (1905) ou Adolfo de Carolis (1909).
Le critique d'art francophile Vittorio Pica en fut le curateur principal de 1901 à 1907 et le secrétaire général jusqu'à la fin des années 1920.
Afin de ne pas interférer avec l'exposition universelle de Turin, la Biennale n'eut pas lieu en 1911 mais un an plus tôt, en 1910, puis en 1912.
Tandis que se déroulait la XIe Biennale en 1914, la guerre éclata en Europe. La Biennale s'interrompit et ne devait reprendre qu'en 1920. Cette même année, Martha Stettler est la première femme à exposer à la Biennale de Venise,.
En 1932, des membres de la Biennale, présidée par Giuseppe Volpi di Misurata, lancent la première Mostra de Venise, consacré au cinéma.
À partir de la XIXe Biennale (1934), l'exposition est précisée  d'arte contemporanea (arts contemporains). En 1938, elle s'appelle désormais la Biennale di Venezia, sans autre précision, et en 1940, elle se tient en dépit de la guerre. En 1942, elle honore pour sa XXIIIe ouverture les vingt ans du fascisme italien.
La XXIVe Biennale n'est relancée qu'en 1948, s'étalant de mai à septembre.

### Pavillons
La Biennale est installée dans de nombreux pavillons d'exposition et représentant les artistes et les différents pays invités : soixante-dix pavillons nationaux en 2009, quatre-vingt neuf en 2011 en plus des lieux de l'exposition thématique générale.

#### Dans lesGiardini

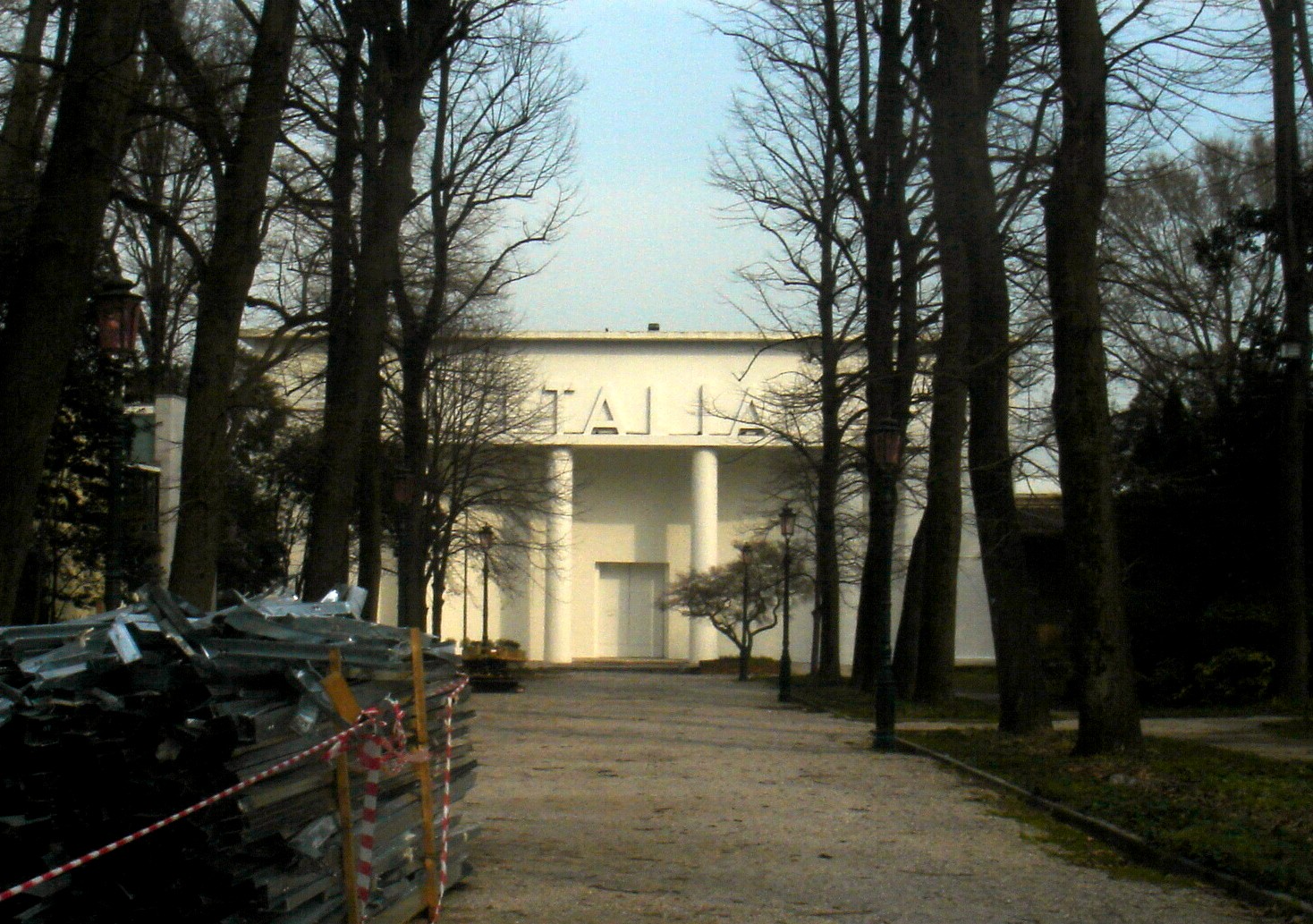
Pavillon central ou pavillon italien.

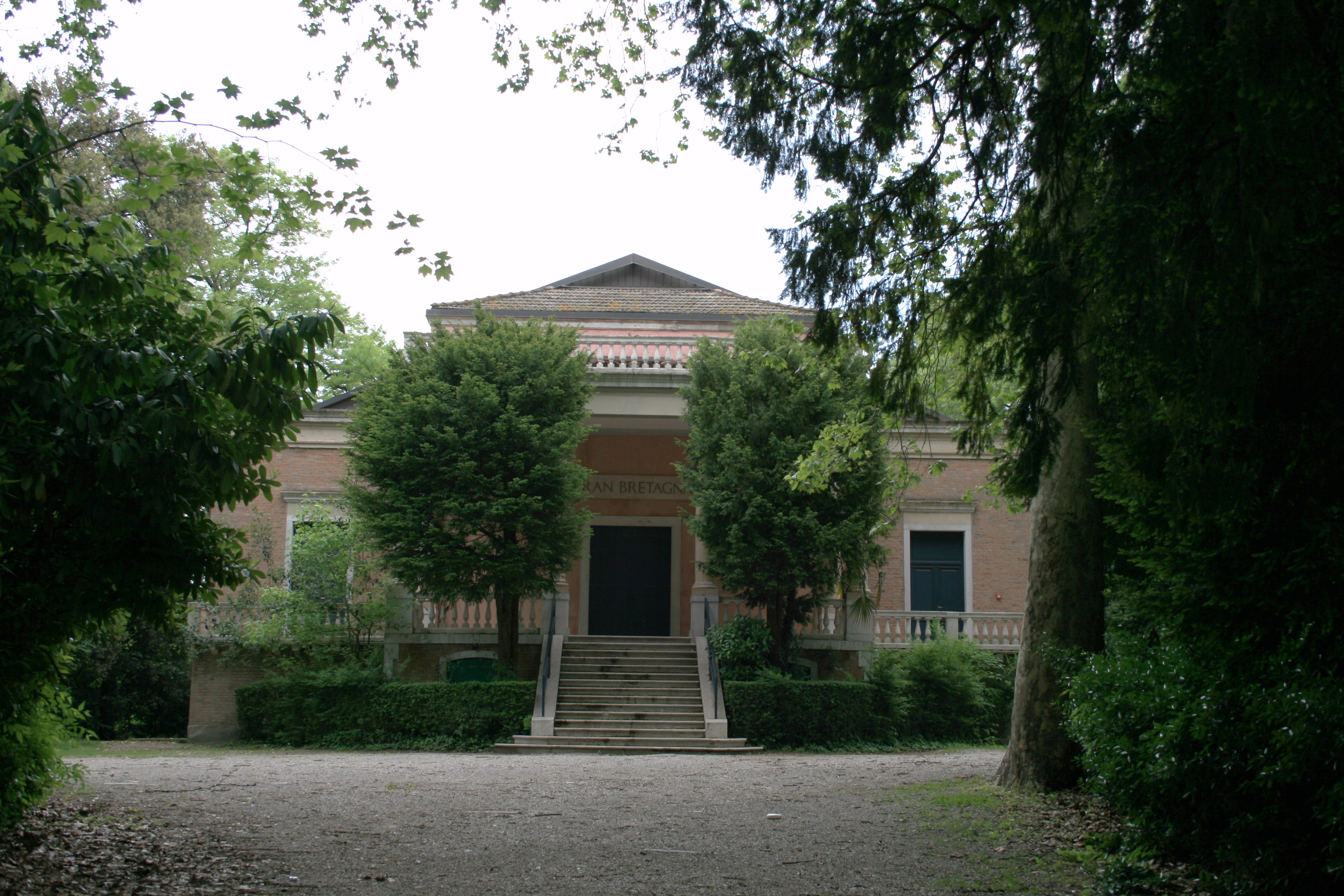
Pavillon britannique.

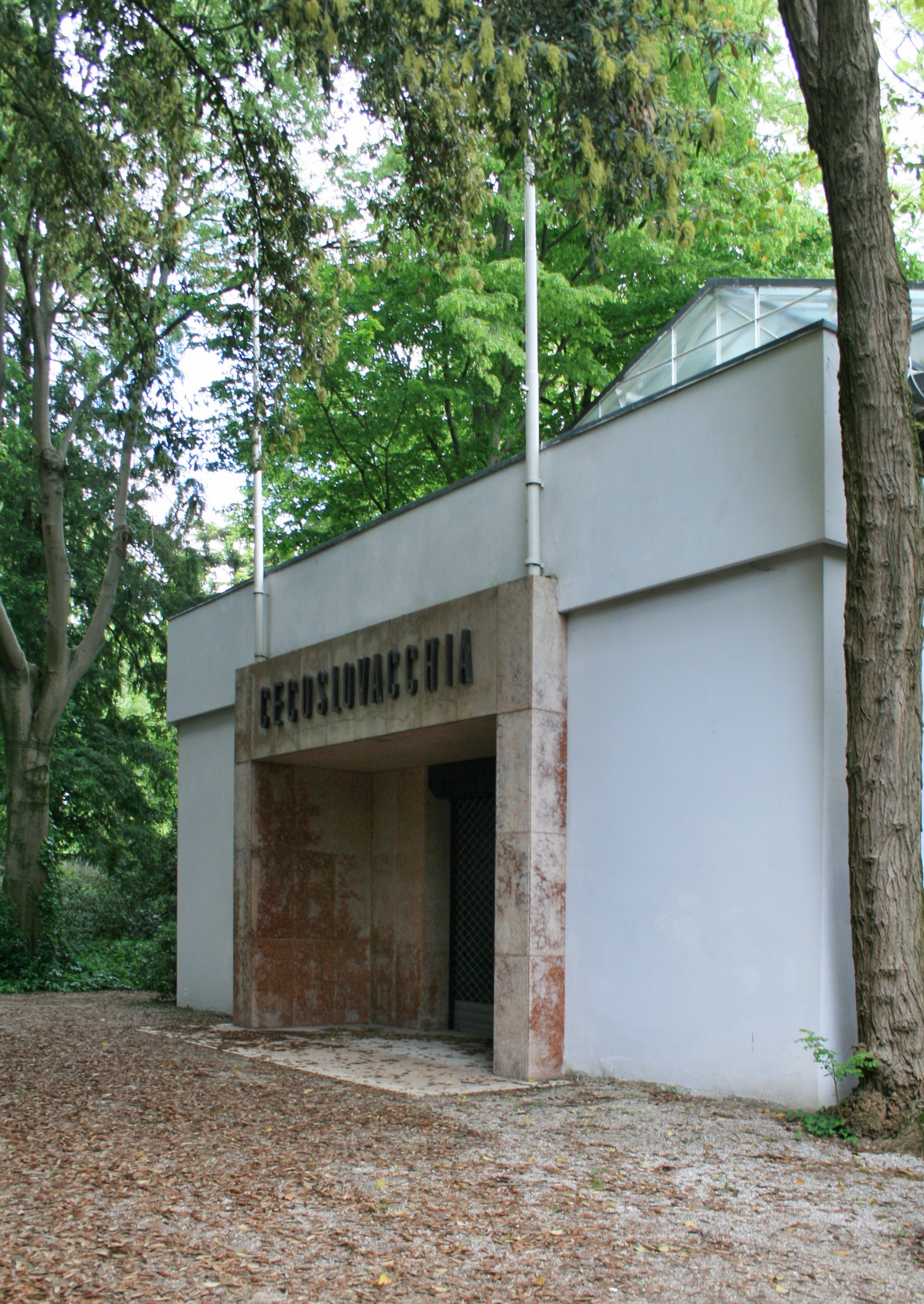
Pavillon tchèque ou slovaque.

Pour l'Exposition Internationale d'Art de la Cité de Venise, le maire de Venise Riccardo Selvatico commanda à l'ingénieur municipal Enrico Trevisanato un bâtiment dans les Giardini de Castello. Celui-ci recruta les architectes Marius Pictor et Bartolomeo Bezzi ainsi que les sculpteurs Lorenzetti, Nono, Guisti et Benvenuti. La façade de ce premier bâtiment dans le Stile Liberty comprenait un pronaos à quatre colonnes. Les expositions avaient lieu dans l'immense hall intérieur, sans organisation interne. Le palazzo, comme il était aussi parfois surnommé, fut très vite agrandi à mesure que la Biennale gagnait de la renommée et que le nombre d'artistes invités augmentait. Ce bâtiment fut appelé « Pro Arte » en 1894. Après la construction des premiers pavillons nationaux, il devint « pavillon italien » (après 1932), « palais des expositions » (53e Biennale 2009) ou « pavillon central » (depuis 2010). Il a été l'objet de nombreuses restructurations. En 1905 Ernesto Basile refit l'entrée ; de 1907 à 1909, Galileo Cini refit la décoration du dôme ; en 1914 Guido Cirilli refit la façade et en 1928 Gio Ponti reprit la rotonde. La façade actuelle date de 1932 et des travaux de Duilio Torres. En 1952, Carlo Scarpa ajouta le jardin des sculptures à l'arrière du bâtiment puis ajouta une mezzanine en 1968. L'auditorium est l'œuvre de Valeriano Pastor (1977). L'ensemble fait actuellement 3 500 m2,.
Le pavillon central abrita toutes les biennales jusqu'en 1905. Cette année-là, les organisateurs suggérèrent aux différents pays participant régulièrement de construire leur propre pavillon. Le pavillon belge fut le premier pavillon étranger construit dans les Giardini, à l'initiative du directeur général belge des beaux-arts Hippolyte Fierens-Gevaert. Il date de 1907. Dû à Léon Sneyers et au départ en style Sécession, il fut réagencé à de nombreuses reprises. Ainsi, en 1930, une salle fut ajoutée de chaque côté du hall central. Son aspect actuel est l'œuvre de l'architecte vénitien Virgilio Vallot en 1948,.
Le pavillon hongrois fut inauguré en 1909. Il est l'œuvre de Géza Rintel Maróti qui s'inspira de l'architecture et de l'art traditionnels religieux magyars comme en témoigne la riche décoration encore présente. Le pavillon fut restauré et intégralement revu par Ágost Benkhard en 1958 (démolition du dôme, suppression des fenêtres).
Le pavillon allemand était à l'origine l'œuvre de Daniele Donghi. Néo-classique, il fut ouvert en 1909 pour accueillir la Bavière avec la Sécession munichoise. Des fresques mythologiques furent ajoutées en 1912. Il fut totalement fermé pendant la première guerre mondiale avant d'être rendu à la république de Weimar en 1922. L'ensemble fut démoli en 1938 sur ordre d'Adolf Hitler pour laisser la place au bâtiment actuel dessiné par Ernst Haiger, avec son pronaos à quatre colonnes,.
En 1887, un café-restaurant s'était installé dans les Giardini. Ce bâtiment fut repris pour en faire le pavillon britannique par l'architecte Edwin Alfred Rickards dans le style palladien. Le décor (disparu depuis) fut réalisé par Frank Brangwyn.
Le pavillon français, inauguré en 1912 avec une exposition Rodin, fut dessiné par l'ingénieur Faust Finzi tandis que le décor fut confié à Umberto Belloto,.
En 1914, le pavillon dessiné par Ferdinand Boberg devait accueillir la Suède mais il fut finalement attribué aux Pays-Bas. À son emplacement, Gerrit Rietveld fit ériger l'actuel pavillon néerlandais en 1953, dans la lignée du mouvement De Stijl,.
Le pavillon russe, inauguré en 1914 est inspiré de l'architecture russe du XVIIe siècle et est l'œuvre d'Alexeï Chtchoussev.
Même s'il ouvrit dès 1922, le pavillon espagnol ne fut achevé qu'en 1924 lorsque le décorateur Javier De Luque acheva la décoration en style baroque castillan. La façade fut revue en 1952 par l'architecte Joaquin Vaquero Palacios.
Le pavillon tchécoslovaque (aujourd'hui tchèque ou slovaque en alternance) fut inauguré en 1926. Il est l'œuvre de l'architecte Otakar Novotný dans un style très dépouillé. La seule décoration, de style cubiste tchèque, la corniche au-dessus de l'entrée a été enlevée depuis.
Les architectes américains Chester Holmes Aldrich et William Adams Delano ont pastiché les grandes demeures coloniales XVIIIe siècle pour dessiner le pavillon américain, inauguré en 1930.
Le pavillon danois, bâti sur des plans de Carl Brummer, fut inauguré en 1932. De style néoclassique, il dispose d'un péristyle destiné à accueillir des sculptures. En 1958, Peter Koch ajouta une extension.
Pour la Biennale de 1932, il fut décidé d'organiser une exposition des arts décoratifs vénitiens. Les jardins de la Biennale sont divisés en deux par un canal, le Rio dei Giardini. La construction d'un bâtiment de l'autre côté du canal fut confiée à Brenno del Guidice. Le pavillon, dit vénitien, est en arc de cercle. Il était précédé d'une colonnade et d'un bassin (disparus pour laisser ensuite la place au pavillon brésilien). La partie centrale de ce bâtiment reste le pavillon vénitien tandis que ses ailes ont été attribuées à différents pays. Elles accueillirent d'abord la Suisse (qui céda la place à l'Égypte en 1964) et à la Grèce (qui céda sa place à la Pologne dès la Biennale suivante). Une extension en 1938 permit d'abriter deux nouveaux pavillons : la Yougoslavie (aujourd'hui uniquement la Serbie) et la Roumanie.
Accueillie d'abord dans le pavillon vénitien, la Grèce eut son propre lieu d'exposition, toujours de l'autre côté du canal, à partir de 1934. L'architecte grec Giorgos Papandréou (supervisé par Brenno del Guidice) construisit un bâtiment néo-byzantin en briques avec un portique constitués de trois arches en plein cintre.
Après la seconde guerre mondiale, onze nouveaux pavillons furent construits dans les Giardini. Dès 1952, l'architecte israélien d'origine ukrainienne, Ze'ev Rechter, proposa un bâtiment trapézoïde sur trois niveaux. Une terrasse à l'arrière destinée à accueillir des sculptures fut ajoutée en 1966 par Fredrik Fogh.
En 1952, la Suisse quitta le pavillon vénitien pour son propre pavillon dû à Bruno Giacometti qui sépare les espaces afin de permettre des expositions séparées.
Le pavillon vénézuélien, dessiné par Carlo Scarpa, est souvent considéré comme l'un des plus beaux des Giardini. Diverses difficultés en étalèrent la construction entre 1953 et 1956. Trois espaces distincts sont reliés par un patio.
Le premier projet pour un pavillon japonais fut proposé dès 1932, dans le style traditionnel japonais. Cependant, il fallut attendre 1956 pour qu'un bâtiment moderne, par Takamasa Yoshizaka. Le rez-de-chaussée, prévu au départ pour accueillir des sculptures est resté en partie inachevé tandis que le jardin japonais initialement prévu n'a jamais été réalisé.
En 1955, la Finlande obtint le droit d'installer un pavillon provisoire, en attendant l'achèvement du pavillon nordique. La petite structure provisoire, de forme trapézoïdale, en bois, réalisée par Alvar Aalto, existe toujours. Elle fut réalisée à partir d'éléments préfabriqués en Finlande et acheminés à Venise,.
Le Canada à qui fut attribué l'étroit espace entre les pavillons britannique et allemand confia le projet au cabinet BBPR (Gian Luigi Banfi, Lodovico Barbiano di Belgiojoso, Enrico Peressutti et Ernesto Nathan Rogers). Le pavillon canadien (en), en bois et verre, fut construit entre 1956 et 1957 et inauguré en 1958.

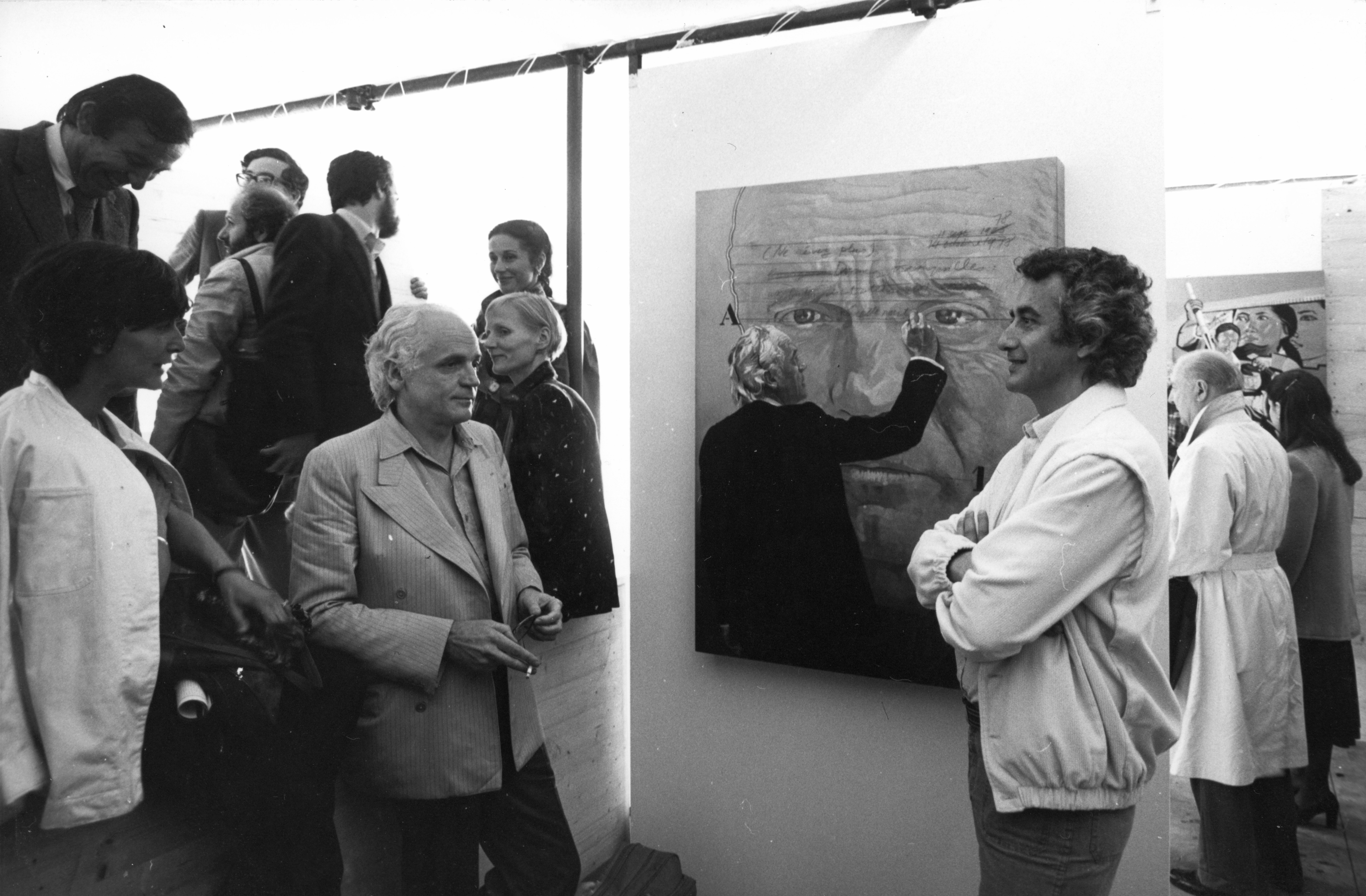
Alain Jouffroy et Herman Braun-Vega devant le portrait du premier par le second en 1980 à la 39^{e} biennale de Venise où Braun-Vega représentait le Pérou dans le pavillon habituellement attribué à l'Uruguay.

Un bâtiment de service fut érigé pour la Biennale de 1958. En 1960, il fut attribué à l'Uruguay et fit l'objet d'une complète restructuration. Les projets néoclassiques suggérés pour celle-ci furent rejetés.
Les pays nordiques occupent à tour de rôle le pavillon nordique (parfois en complément de leur propre pavillon national). Un concours fut lancé en 1958 auprès de tous les architectes de Norvège, de Suède et de Finlande. En 1959, trois équipes différentes — de chacune de ces nations —, sont élues, avant que soit finalement choisie la proposition du Norvégien Sverre Fehn. Avec un toit modulaire pour une utilisation optimale de la lumière, et l'intégration des éléments naturels (arbres) présents sur le site, le pavillon nordique, inauguré en 1962, occupe 400 m2.
Le Brésil proposa en 1959 un bâtiment qui littéralement enjambait le canal coupant en deux les jardins. Le projet fut rejeté. Une nouvelle proposition, due à Amerigo Marchesin, aboutit à un petit bâtiment, de l'autre côté du canal, inauguré en 1964. Séparé en deux par un patio, il laisse voir un bassin rétréci par rapport à son prédécesseur de 1932.
L'Australie, présente depuis 1954, n'eut son pavillon dans les Giardini qu'à partir de 1988. Sur deux niveaux, il est dû à Philip Cox.
Le dernier pavillon construit dans les jardins est celui de la Corée (du Sud). Installé derrière les pavillons allemand et japonais, il date de 1996. Il intègre un bâtiment de service en briques des années 1930 sur lequel il est installé. La structure de verre et métal est l'œuvre de Seok Chul Kim et Franco Mancuso.

#### L'Arsenale
Depuis 1999, la Biennale dispose d'un nouveau lieu d'exposition : l'Arsenal (50 000 m2 dont 25 000 m2 en intérieur). La marine italienne a en effet cédé au Ministère de la culture une partie du domaine militaire : Corderie, Artiglierie, Gaggiandre, Tese Cinquecentesche et Tese delle Vergini. La Corderie (316 m de long), qui avait déjà accueilli la première exposition internationale d'architecture en 1980, fut le premier lieu utilisé et peu à peu les expositions se sont étendues.

#### Dans le reste de la ville
Les pays n'ayant pas de pavillon aux Giardini se répartissent dans le reste de la ville, entre l'Arsenale, les palais, les galeries d'art et les églises. Les lieux sont parfois définitifs. L'Arménie est ainsi dans le palais Ca' Zenobio degli Armeni qui appartient à la congrégation des pères mékhitaristes arméniens. Le Luxembourg est installé à la Ca' del Duca ; la Chine et l'Italie à l'Arsenale ; Taiwan dans les Piombi. Le Palazzo Malipiero (it) accueille aussi régulièrement des pavillons nationaux (entre autres Iran, Chypre en 2009 et 2011). L'Argentine, entre autres, a installé son pavillon national dans un bâtiment de l'Arsenale.
La Biennale accueille également des expositions régionales ou continentales. Il s'agit notamment du pavillon de l'Amérique latine, du pavillon des pays scandinaves (depuis 1962), du pavillon de l'Asie centrale (depuis 2005) et du pavillon africain (2007).

#### Pavillon Italie

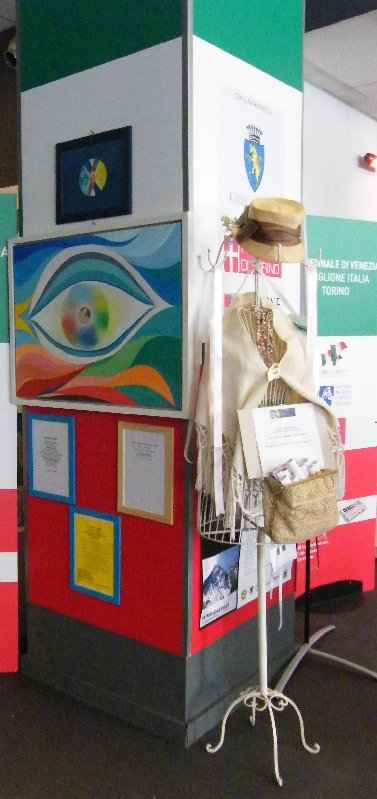
Œuvres en exposition au Pavillon Italie - édition spéciale de la 54e Biennale, 2011 - 2012

Une édition spéciale de la 54e Biennale s'est tenue du 17 décembre 2011 au 29 février 2012 au Pavillon Italie de Torino Esposizioni - Sala Nervi pour le 150e anniversaire de l'unification italienne.
Le commissaire de cette exposition était le critique italien Vittorio Sgarbi

## Prix
À l'occasion de toutes les manifestations organisées par la Biennale de Venise des prix sont décernés parmi lesquels le Lion d'or. Dans l'Exposition internationale d'art contemporain, il récompense notamment la meilleure participation nationale à cette manifestation.
Dès sa fondation en 1895, la Biennale remit divers prix. La procédure fut fixée en 1938 avec la création du « grand prix » qui fut remis jusqu'en 1968 et les protestations politiques et intellectuelles d'alors qui aboutirent à son abolition. La remise de récompenses fut recréée en 1986.
- 1895[1] : prix à Giovanni Segantini, Francesco Paolo Michetti et Giacomo Grosso[25]
- 1897[26] : prix à Ettore Tito et Alessandro Milesi
- 1916 et 1918 : pas de Biennale.
- 1944 et 1946 : pas de Biennale.
- 1948[27] : Georges Braque reçoit le Grand Prix de la XXIVe Biennale.
- 1960 : Jean Fautrier Grand prix
- 1964 : Robert Rauschenberg Grand prix. Il est le premier américain à obtenir ce prix.
- 1968 : Bridget Riley reçoit le Grand prix
- 1986[24] : Lions d'or : Frank Auerbach et Sigmar Polke ; Pavillon national : France Daniel Buren ; Prix Duemila du meilleur jeune artiste : Nunzio Di Stefano ; Lion d'or d'honneur à la mémoire du sculpteur Fausto Melotti
- 1988[24] : Lion d'or : Jasper Johns ; Pavillon national : Italie ; Prix Duemila du meilleur jeune artiste : Barbara Bloom ; Mentions spéciales : Tony Cragg et Enzo Cucchi
- 1990[24] : Lion d'or (peinture) : Giovanni Anselmo ; Lion d'or (sculpture) : Bernd et Hilla Becher ; Pavillon national : États-Unis (Jenny Holzer) ; Prix Duemila du meilleur jeune artiste : Anish Kapoor ; Mentions spéciales au pavillon soviétique, à celui des pays africains (Nigeria et Zimbabwe), ainsi qu'à Reinhard Mucha et Alighiero Boetti ; Prix de la Cassa di Risparmio di Venezia : Giuseppe Pulvirenti
- 1993[24] : Lions d'or (peinture) : Richard Hamilton et Antoni Tapies ; Lion d'or (sculpture) : Robert Wilson ; Pavillon national : Allemagne (Hans Haacke et Nam June Paik) ; Prix Duemila du meilleur jeune artiste : Matthew Barney ; Mentions spéciales : Louise Bourgeois, Ilia Kabakov, Joseph Kosuth et Jean-Pierre Raynaud
- 1995[24] : Lion d'or (peinture) : Ronald B. Kitaj ; Lion d'or (sculpture) : Gary Hill ; Pavillon national : Égypte ; Prix Duemila du meilleur jeune artiste : Kathy Prendergast ; Mentions spéciales : Nunzio[Qui ?], Hiroshi Senju, Jehon Soo Cheon et Richard Kriesche ; Prix de la Cassa di Risparmio di Venezia : Ignacio Iturria
- 1997[24] : Lion d'or (peinture) : Gerhard Richter ; Lion d'or (performance) : Marina Abramovic ; Pavillon national : France (Fabrice Hyber) ; Prix Duemila du meilleur jeune artiste : Douglas Gordon, Pipilotti Rist et Rachel Whiteread ; Mentions spéciales : Thierry De Cordier, Marie-Ange Guilleminot, Ik-Joong Kang et Mariko Mori ; Prix spécial de la Cassa di Risparmio di Venezia : Tobias Rehberger ; deuxième Prix Premio Benesse :  Alexandros Psychoulis ; Prix Premio illycaffè : Sam Taylor-Wood ; Lions d'or d'honneur pour l'ensemble de l'œuvre : Emilio Vedova et Agnès Martin
- 1999[24] : Lion d'or : Shirin Neshat, Doug Aitken et Cai Guo-Qiang ; Pavillon national : Italie (Monica Bonvicini, Bruna Esposito, Luisa Lambri, Paola Pivi et Grazia Toderi) ; Mentions spéciales : Georges Adéagbo, Eija-Liisa Ahtila, Katarzyna Kozyra et Lee Bul ; Louise Bourgeois et Bruce Nauman
- 2001[24] : Pavillon national : Allemagne (Gregor Schneider) ; Prix Spécial du Jury : Pierre Huyghe (France), Janet Cardiff et George Bures Miller (Canada), Marisa Merz (Italie) ; Mentions spéciales : Yinka Shonibare (Grande-Bretagne), Tiong Ang (Indonésie), Samuel Beckett-Marin Karmitz (France) et Juan Downey (Chili) ; Prix spécial pour les jeunes artistes : Federico Herrero (Costa Rica), Anri Sala (Albanie), John Pilson (États-Unis) et A1-53167 (Guatemala) ; Lions d'or d'honneur (maîtres de l'art contemporain) : Richard Serra (États-Unis) et Cy Twombly (États-Unis)
- 2003[24] : Lions d'or de la meilleure œuvre : Peter Fischli et David Weiss ; Lions d'or du meilleur artiste de moins de 35 ans : Oliver Payne et Nick Relph ; Prix du Jeune Artiste Italien : Avish Kheberhzadeh ; Pavillon national : Luxembourg (Su-Mei Tse) ; Lions d'Or pour l'ensemble de son œuvre : Michelangelo Pistoletto (Italie) et Carol Rama (Italie)
- 2005[24] : Lion d'or : Thomas Schütte ; Pavillon national : France (Annette Messager) ; Lion d'or du meilleur artiste de moins de 35 ans : Regina José Galindo ; Prix du Jeune Artiste Italien : Lara Favaretto ; Lion d'Or pour l'ensemble de son œuvre : Barbara Kruger
  - Lion d'Or Spécial: Harald Szeemann
  - Prix du Public: Manfredi Beninati
- 2007[24] : Lion d’or : León Ferrari (Argentine) ; Pavillon national : Hongrie (Andreas Fogarasi) ; Lion d'or du meilleur artiste de moins de 40 ans : Emily Jacir (Palestine) ; Mention honorable (pavillon national) : Lituanie (Nomeda Urboniene et Gediminas Urbonas[28]) ; Mention honorable (artiste) : Nedko Solakov (Bulgarie) ; Lion d’or du critique d’art : Benjamin Buchloh (historien d’art américain et professeur à l'université Columbia) ; Lion d'or pour l'ensemble de son œuvre : Malick Sidibé (Mali)
- 2009[24] : Pavillon national : États-Unis (Bruce Nauman) ; Lion d’Or du meilleur artiste ayant répondu au thème 2009 « Fare Mondi / Making Worlds » : Tobias Rehberger (Allemagne) ; Lion d’Argent du meilleur artiste prometteur : Nathalie Djurberg (Suède) ; Mentions spéciales : Remaking Worlds : Lygia Pape (Brésil), Curating Worlds : Michael Elmgreen et Ingar Dragset, commissaires des pavillons danois et des pays nordiques (Finlande, Norvège et Suède), Expanding Worlds : Ming Wong (Singapour), Translating Worlds : Roberto Cuoghi (Italie) ; Lions d'Or pour l'ensemble de son œuvre : Yoko Ono (Japon) et John Baldessari (États-Unis)
- 2011 :
  - Lion d'Or pour l'ensemble de son œuvre : Franz West (Autriche)
  - Lion d'Or pour l'ensemble de son œuvre : Elaine Sturtevant (États-Unis)
  - Lion d’Or de la participation nationale : Pavillon allemand : Christoph Schlingensief
  - Lion d'Or du meilleur artiste de l'exposition ILLUMInazioni - ILLUMInations : Christian Marclay (États-Unis)
  - Lion d'Argent pour le meilleur jeune artiste : Haroon Mirza (Royaume-Uni)
  - Mentions spéciales :
    - Pavillon lituanien (Darius Mikšys)
    - Klara Lidén

## Représentations nationales

### Représentation belge
- 1948 : James Ensor, Constant Permeke, Louis Van Lint
- 1954 & 1962 : Jean Stevo
- 1982 : Marthe Wéry
- 1995 : Didier Vermeiren
- 1997 : Thierry De Cordier
- 1999 : Michel François et Ann Veronica Janssens, A Different Image in Each Eye
- 2001 : Luc Tuymans, Against the Day
- 2003 : Sylvie Eyberg et Valérie Mannaerts, curateur Thierry de Duve
- 2005 : Honoré δ'O, Quest
- 2007 : Éric Duyckaerts, Palais des Glaces et de la Découverte
- 2009 : Jef Geys, Quadra Medicinale
- 2011 : Angel Vergara, Feuilleton, curateur Luc Tuymans
- 2013 : Berlinde De Bruyckere, Kreupelhout - Crippelwood
- 2015 : Vincent Meessen, Personne et les autres, curatrice Katerina Gregos (curatrice du pavillon danois en 2011)
- 2017 : Dirck Braeckman[29], curator Eva Wittocx
- 2019 : Jos de Gruyter & Harald Thys, Mondo cane[30], curatrice Anne-Claire Schmitz
- 2022 : Francis Alÿs, curatrice Hilde Teerlinck

### Représentation française
- 1962 : Serge Poliakoff, Alfred Manessier, Jean Chauvin
- 1976 : Hervé Fischer, Fred Forest, Raymond Hains, Alain Jacquet, Bertrand Lavier, Jean-Pierre Raynaud, Jean-Michel Sanejouand, Jean-Paul Thenot. Commissaire : Pierre Restany.
- 1986 : Daniel Buren
- 1988 : Claude Viallat[31]
- 1990 : Jean Nouvel, Christian de Portzamparc, Philippe Starck, Trois propositions pour la reconstruction du Pavillon français
- 1993 : Jean-Pierre Raynaud, L'Espace Raynaud
- 1995 : César
- 1997 : Fabrice Hyber, Eau d'or, Eau dort, ODOR
- 1999 : Huang Yong Ping et Jean-Pierre Bertrand
- 2001 : Pierre Huyghe, Le château de Turing, Prix spécial du jury.
- 2003 : Jean-Marc Bustamante, Le Pavillon des Amazones
- 2005 : Annette Messager, Casinò
- 2007 : Sophie Calle, Prenez soin de vous
- 2009 : Claude Lévêque, Le Grand Soir
- 2011 : Christian Boltanski, Chance. (Les jeux sont faits ?)
- 2013 : Anri Sala, Ravel Ravel Unravel
- 2015 : Céleste Boursier-Mougenot, Rêvolutions (commissariat : Emma Lavigne)
- 2017 : Xavier Veilhan, Studio Venezia
- 2019 : Laure Prouvost, Vois ce bleu profond te fondre (commissariat : Martha Kirszenbaum)
- 2022 : Zineb Zedira[32]
- 2023 : Muoto[33]
- 2024 : Julien Creuzet[34]

### Représentation monégasque
- 2003 : Gabriela Dauerer et Barbara Sillari, Il sogno che risorge dalla vita
- 2009 : Philippe Pastor, Le ciel regarde la terre
- 2011 : en 2011, Monaco a décidé d'inviter le Zimbabwe à exposer dans son pavillon.

### Représentation argentine
- 1980: Sergio de Castro et Fabriciano.

### Représentations diverses
- 1954, Canada : Jean Paul Riopelle, Paul-Émile Borduas
- 1958, Canada : Anne Kahane
- 1964, Canada : Elza Mayhew
- 1966, URSS : Vladimir Stojarov
- 1982, Japon : Tadashi Kawamata
- 1986, Espagne, Ferran García Sevilla
- 2001, Autriche : Granular-Synthesis (Kurt Hentschlager et Ulf Langheinrich) et Gelatin[35],[36]
- 2005, Uruguay : Lacy Duarte[37]
- 2007, Croatie : Ivana Franke (en)
- 2013, Angola : Edson Chagas, Lion d'or au Pavillon angolais pour Luanda Encyclopedic City.
- 2013, Corée du Sud : Kimsooja [38]
- 2015, Canada : BGL (collectif d'artistes)[39]
- 2017, République dominicaine : Firelei Báez
- 2022, Japon : Dumb Type

## 49eBiennale (2001)
La 49e Biennale s'est tenue du 10 juin au 4 novembre 2001. Son commissaire, le critique suisse Harald Szeemann, avait choisi le thème Plateau of Humankind. Cette exposition accueillit 243 000 visiteurs.

## 50eBiennale (2003)
La 50e Biennale s'est tenue du 15 juin au 2 novembre 2003. Son commissaire principal Francesco Bonami avait choisi le thème Dreams and Conflict. The Dictatorship of the Viewer. Cette exposition accueillit 260 100 visiteurs. En parallèle, le Museo Correr proposait une rétrospective des plus grands peintres ayant exposé à la Biennale de 1964 à 2003.

## 51eBiennale (2005)
La 51e Biennale s'est tenue du 12 juin au 6 novembre 2005. Les deux commissaires espagnols proposèrent deux expositions parallèles : The Experience of Art pour María de Corral et Always a little further pour Rosa Martínez. Au total, les expositions, les pavillons des 70 pays participant et les 31 événements collatéraux accueillirent 915 000 visiteurs (265 000 pour les deux expositions principales, 370 000 pour les 40 pavillons dans la ville et 280 000 pour les événements collatéraux.

## 52eBiennale (2007)
La 52e Biennale s'est tenue du 10 juin au 21 novembre 2007. Son commissaire principal était Robert Storr (en). L'exposition principale (Giardini avec ses 34 pavillons nationaux et Corderie) reçut 319 332 visiteurs. Au total, les 42 pavillons disséminés à travers la ville accueillirent 827 000 visiteurs tandis que les 34 événements collatéraux recevaient 650 000 personnes.

## 53eBiennale (2009)
La 53e Biennale s'est tenue du 7 juin au 22 novembre 2009. Son commissaire principal était Daniel Birnbaum (en). Entre le Palais des Expositions et l'Arsenale, Making Worlds expose 104 artistes. La Biennale compte aussi 63 pavillons nationaux et 44 événements collatéraux officiels.

## 54eBiennale (2011)
La 54e Biennale s'est tenue du 4 juin au 27 novembre 2011. Sa commissaire principale est la Suisse, Bice Curiger, rédactrice en chef du magazine Parkett. Entre le pavillon central et l'Arsenale, ILLUMInazioni / ILLUMInations expose 83 artistes, dont les photographes Luigi Ghirri et David Goldblatt, 32 jeunes artistes nés après 1975 et 32 artistes féminines. La Biennale compte aussi 89 pavillons nationaux et 37 événements collatéraux officiels plus un certain nombre de manifestations « off ».
Le 15 juin 2011, le collectif Anonymous, qui a revendiqué les actions sur son site internet, s'est attaqué au pavillon grec. Le HELLAS (nom du pays) du pavillon grec a été remplacé par SOLD OUT pour signifier que la Grèce a été vendue au FMI. Les pavillons italien, espagnol et américain ont aussi été attaqués. Des manifestants ont arboré des banderoles devant les deux premiers tandis que le slogan « Free Bradley Manning » était déposé sur le toit du pavillon américain (Bradley Manning, une des sources de wikileaks dans l'armée américaine, est emprisonné à cette date).
Christian Marclay s'est vu décerner le Lion d'or du meilleur artiste pour The Clock.

## 55eBiennale (2013)
La 55e Biennale s'est tenue du 1er juin au 24 novembre 2013. Son directeur artistique est l'Italien Massimiliano Gioni (né en 1973), conservateur au New Museum de New York. Son exposition s'intitule Il Palazzo Enciclopedico (Le Palais encyclopédique). La Biennale compte par ailleurs 88 pavillons nationaux et plus de 50 événements collatéraux officiels, plus un certain nombre de manifestations off.

## 56eBiennale (2015)
La 56e Biennale se tient du 9 mai au 22 novembre 2015. Avec le thème All the world’s futures (« Tous les futurs du monde »), son directeur artistique est Okwui Enwezor et son président Paolo Baratta. Le lion d'or du meilleur pavillon a été décerné à la République d'Arménie pour son œuvre commémorative du 100e anniversaire du génocide arménien. Le lion d'or est allé à l'Américaine Adrian Piper, le lion d'argent au Coréen Im Heung-Soon, et le lion d'or d'honneur au Ghanéen El Anatsui. L'artiste camerounais Barthélémy Toguo présentait Urban requiem, Enki Bilal présentait C'est dans la boîte! , Georg Baselitz présentait Renversant, et Chiharu Shiota A la clé,. Les Français Céleste Boursier-Mougenot et Emma Lavigne ont présenté le projet architectural Rêvolutions. Tiffany Chung présente The Syria Project, All the World’s Futures. La délégation canadienne comprenait les commissaires Gaëtane Verna, Pamela Edmonds, Andrea Fatona, Julie Crooks, Dominique Fontaine et Sally Frater ainsi que les artistes Camille Turner et Deanna Bowen.

## 57eBiennale (2017)
La 57e Biennale se tient du 13 mai au 26 novembre 2017. Elle s'intitule Viva Arte Viva et est présentée dans plusieurs endroits dont l'Arsenal et les Giardini. On y retrouvait 120 artistes, dont 103 participaient pour la première fois, 86 pays participants et 23 événements spéciaux. La commissaire de l'exposition est la conservatrice française Christine Macel. Le Lion d'or a été attribué à l'artiste Anne Imhof pour son installation-performance Faust dans le pavillon allemand. Un des clous de l'événement est l'exposition Treasures from the Wreck of the Unbelievable de Damien Hirst qui occupait le Palazzo Grassi et le Punta della Dogana sur 5 000 m2 avec 189 œuvres.

## 58eBiennale (2019)
La 58e Biennale a lieu du 11 mai au 24 novembre 2019. L'artiste Laure Prouvost et la commissaire Martha Kirszenbaum représentent la France lors de cette édition.
Plusieurs pays participent pour la première fois, dont Madagascar, qui est représenté par l'artiste Joël Andrianomearisoa, et le Ghana, qui est représenté par six artistes (dont Lynette Yiadom Boakye et Ibrahim Mahama.
Lina Lapelytè, représentante de la Lituanie remporte le Lion d'or (Biennale de Venise) (es).

## 59eBiennale (2022)
Elle s'est déroulée du 23 avril au 27 novembre 2022. La Biennale d'architecture de 2020 est en effet reportée, en raison de la pandémie de Covid-19 en Italie, à 2021 (22 mai au 21 novembre), repoussant d'un an la Biennale d'art contemporain.
Katharina Fritsch et Cecilia Vicuña reçoivent le lion d'or pour l'ensemble de leur carrière.
Yuki Kihara est la première Pasifika à représenter la Nouvelle-Zélande.

## 60eBiennale (2024)
Elle se déroule du 20 avril au 24 novembre 2024 avec comme commissaire le conservateur brésilien Adriano Pedrosa. Elle porte le titre : Stranieri Ovunque – Foreigners Everywhere - Etrangers partout ; inspiré d'une œuvre du collectif artistique Claire Fontaine. Forte présence africaine, avec des artistes femmes telles que Lydia Ourahmane, ou encore Chloé Quenum,.

## 61eBiennale (2026)
Le 5 novembre 2024, le conseil d'administration de la Biennale de Venise, a nommé Koyo Kouoh, directice du musée Zeitz MOCAA, au Cap pour l'édition 2026.